# Pappacoda (famiglia)
I Pappacoda sono una nobile e antica famiglia di origine napoletana.

## Storia

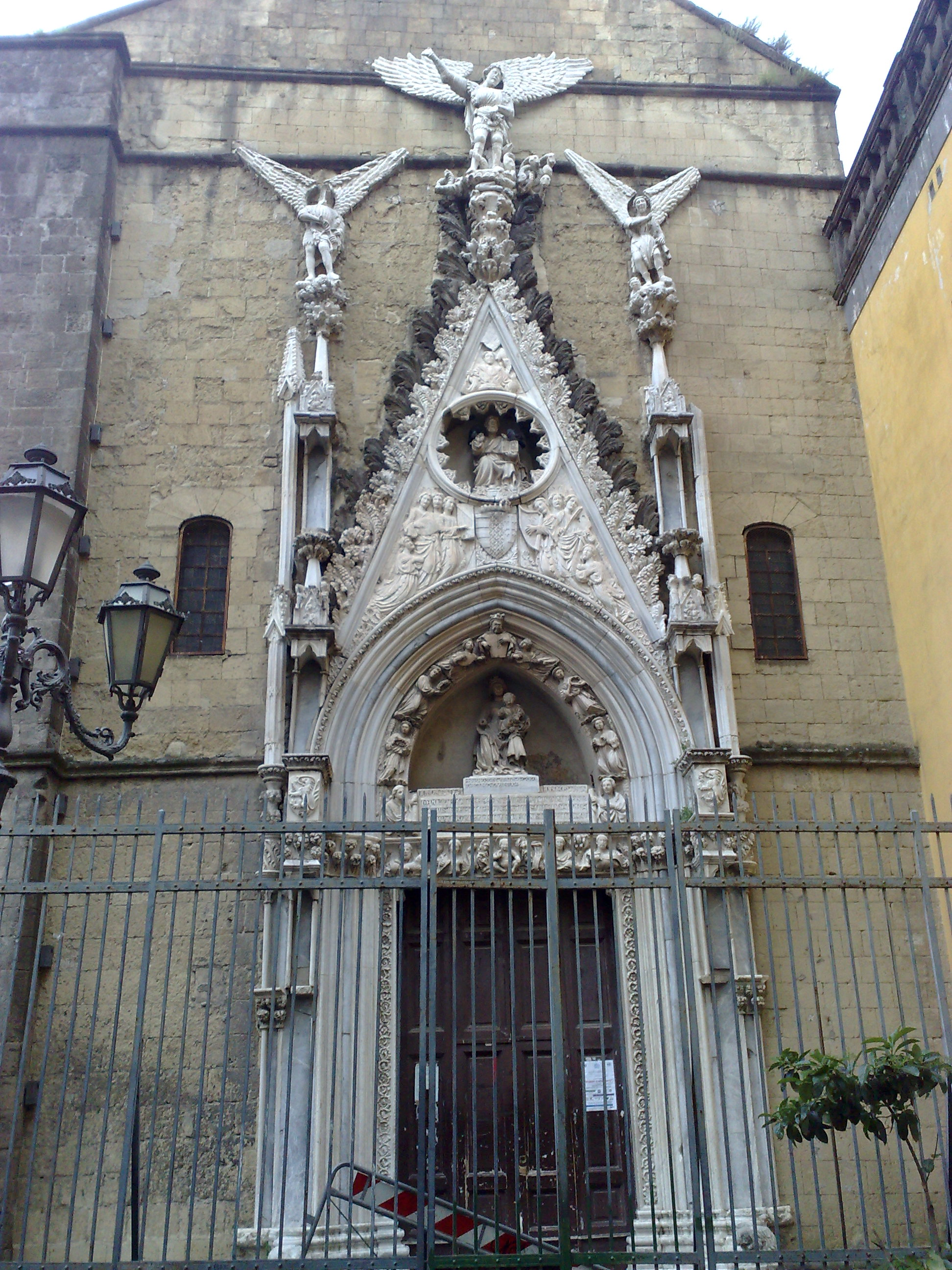
La cappella Pappacoda fatta erigere da Artusio Pappacoda nel 1415

La famiglia napoletana dei Pappacoda è già citata nel 1420 come parte del seggio "Aquario" abolito dalla regina Giovanna II e aggregato al sedile di Porto, ma le sue origini sono più antiche. 
Avendo sostenuto differenti sovrani saliti al trono di Napoli col prestito di grandi somme di denaro e col reclutamento di forze militari, la casata era riuscita infatti ad emergere già dalla fine del XIII secolo con Liguoro Pappacoda che nel 1278 assistette Carlo I d'Angiò nella conquista del regno di Napoli. Nel secolo successivo, Lionetto Pappacoda, in rappresentanza del seggio di Porto, accompagnò re Carlo III d'Angiò in Puglia per incontrare il duca d'Angiò.
Nel 1390 Artusio Pappacoda (m. 1433) acquistò i feudi di Papasidero in Calabria Citra e Castellabate e fu condottiero per 200 lance, ottenendo nel 1405 il titolo di barone di Barbato e di Zagarise in Calabria Ultra. Questi fu personaggio influente in quanto non solo fu consigliere della corte angioina, ma fu anche amante della regina Giovanna II di Napoli la quale nel 1415 lo nominò Gran Siniscalco del Regno di Napoli. Fu sempre lui a far edificare in quello stesso 1415 la cappella sepolcrale della famiglia Pappacoda a Napoli, dedicata a San Giovanni Evangelista.
Nel Quattrocento, Troiano Pappacoda (m. 1510) fu condottiero inizialmente delle armate di Venezia, per poi passare nel 1483 a quelle di Ferrante I d'Aragona, prendendo poi parte nel 1486 alla Congiura dei Baroni e ricavandone nel 1495 il titolo di duca di Termoli. Nel 1497, Artuso II venne ricompensato da Ferrante II d'Aragona col titolo di Massafra. Suo fratello Sigismondo, già vescovo di Venosa, venne nominato vescovo di Tropea e poi arcivescovo di Napoli e cardinale. Altro fratello fu Baldassarre che nel 1495 venne nominato consigliere e cavallerizzo maggiore di re Federico I di Napoli, ottenendo anche il titolo di barone di Missanello in Basilicata ed acquistò la città di Lacedonia col relativo titolo di barone; fu sindaco della città di Napoli.
Carlo Pappacoda acquistò nel 1522 da Eleonora del Tufo i diritti sulla gabella del pesce per l'intera città di Napoli, ma dovette vendere nel 1584 il feudo di Lacedonia alla famiglia Doria di Melfi.
Nel 1556, Giovanni Lorenzo Pappacoda (m. 1576), ottenne in eredità da Bona Sforza, regina di Polonia, i feudi di Noia, Capurso e Triggiano e nel 1558 ottenne la nomina a marchese di Capurso, il maggiore tra questi feudi, titolo al quale si aggiunse quello di marchese di Pisciotta nel 1617 con Cesare (1567-1621) che fu giudice criminale della Gran Corte della Vicaria.
Nel Seicento diversi furono i membri della famiglia ad entrare nel Sovrano Militare Ordine di Malta. Nel 1635, Luigi (m. 1670) fu vescovo di Capaccio e poi di Lecce, mentre nel 1638 Federico Pappacoda, marchese di Pisciotta, si associò ad altri trentasette cavalieri napoletani per istituire il Monte Grande de Maritaggi di Napoli che garantiva doti adeguate alle famiglie aristocratiche in età da marito.
Francesco, marchese di Capurso, nel 1644 divenne castellano di Bari e suo fratello Giuseppe, l'anno successivo, venne decorato del titolo di principe di Triggiano, elevando così la famiglia nelle altissime sfere dell'aristocrazia partenopea.
Nel 1666, Domenico (1653-1723), marchese di Pisciotta, ottenne il titolo di principe di Centola. Il figlio di questi, Francesco (1689-1763), fu membro del consiglio di reggenza del regno di Napoli e nel 1747 venne nominato cavaliere del Real Ordine di San Gennaro.

## Palazzo Pappacoda
Il palazzo napoletano dei Pappacoda venne fatto costruire da Artusio (m. 1433), siniscalco del regno di Napoli. Venne ereditato quindi dai figli di questi, Antonello e Francesco, i quali però lo vendettero nel 1471 al conte Orso de Orsini di Nola. Nel 1496 il palazzo venne confiscato e tornò in possesso di Troiano Pappacoda (m. 1510) il quale aveva partecipato alla congiura dei baroni. Poco dopo Ferrante II d'Aragona lo confiscò nuovamente e lo assegnò a Fabrizio Colonna.
Non lontana dal palazzo si trova la cappella di San Giovanni Evangelista dove avevano luogo le sepolture dei membri della famiglia. Durante l'epoca del "Risanamento di Napoli", il palazzo venne demolito per consentire l'allargamento della strada antistante, ma ne venne salvato il portale marmoreo e gli stemmi di facciata che vennero reimpiegati nella costruzione del nuovo edificio sede del museo di mineralogia, zoologia e antropologia della città.

## Baroni di Massafra (1497)
- Artuso II (m. 1510), I barone di Massafra
- Alfonso (m. 1511), II barone di Massafra
- Francesco (m. 1576), III barone di Massafra
- Artuso III, IV barone di Massafra
- Alfonso, V barone di Massafra
- Artuso IV (m. 1626), VI barone di Massafra
- Antonio (m. 1628), VII barone di Massafra

Estinzione della linea maschile

## Marchesi di Capurso (1558)
- Giovanni Lorenzo (m. 1576), I marchese di Capurso, figlio di Francesco, III barone di Massafra
- Gisulfo (m. 1607), II marchese di Capurso
- Giovanna (m. 1621), III marchesa di Capurso
- Francesco (?-?), IV marchese di Capurso, cugino della precedente
- Giuseppe (?-?), V marchese di Capurso, divenuto I principe di Triggiano

## Principi di Triggiano (1645)
- Giuseppe (?-?), I principe di Triggiano
- Giovanni Lorenzo (m. 1715), II principe di Triggiano
- Nicola (m. 1741), III principe di Triggiano
- Francesco (1689-1763), IV principe di Triggiano
- Anna Maria (1750-1775), V principessa di Triggiano

Estinzione della linea maschile

## Baroni di Lacedonia (1501)
- Baldassarre (m. 1520), I barone di Lacedonia, fratello di Artuso II, I barone di Massafra
- Ferrante (m. 1581), II barone di Lacedonia sino al 1569
- Scipione (m. 1581), III barone di Lacedonia dal 1569
- Carlo (?-?), IV barone di Lacedonia, fratello del precedente

Estinzione della linea maschile

## Marchesi di Pisciotta (1617)
- Cesare (1567-1621), I marchese di Pisciotta
- Nicola Federico (1593-1654), II marchese di Pisciotta
- Francesco (m. 1656), III marchese di Pisciotta
- Domenico (1653-1723), IV marchese di Pisciotta, divenuto I principe di Centola

## Principi di Centola (1666)
- Domenico (1653-1723), I principe di Centola
- Salvatore (1688-1744), II principe di Centola
- Giuseppe (1692-1773), III principe di Centola, fratello del precedente
- Giovanna (m. 1809), IV principessa di Centola

Estinzione della linea maschile

## Baroni di Larino
- Ettore (m. 1535), I barone di Larino
- Pardo, II barone di Larino
- Pardo (m. 1566), III barone di Larino

Estinzione della linea maschile

## Personaggi illustri
- Luigi Pappacoda vescovo
- Sigismondo Pappacoda cardinale
- Gian Lorenzo Pappacoda  nobile e politico

## Ai tempi di Pappagone
Il nome della famiglia Pappacoda ha dato origine, attraverso una corruzione dello stesso nome, a un famoso modo di dire napoletano: "'a 'e tiempe 'e Pappagone", ovvero "ai tempi di Pappagone", generalmente usato per indicare credenze e usanze anacronistiche o comunque dei fatti risalenti a un tempo molto lontano.